# Bataille de Warka

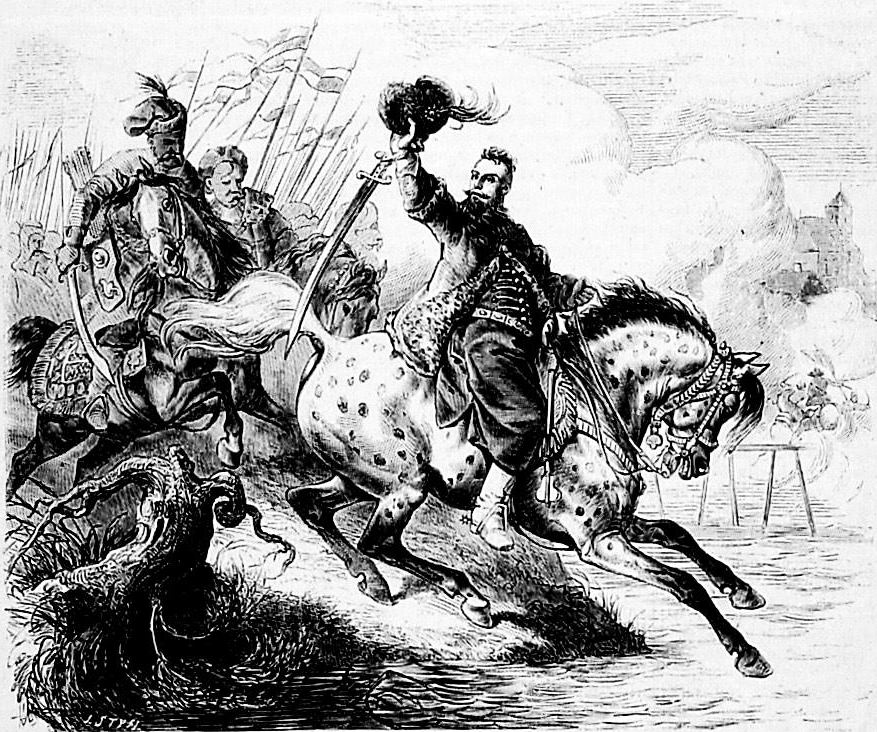
Juliusz Kossak, Bataille de Warka

La bataille de Warka s'est déroulée le 7 avril 1656 en Mazovie pendant le Déluge suédois. Elle opposa les forces polono-lituaniennes de Stefan Czarniecki et de Jerzy Sebastian Lubomirski aux forces suédoises commandées par le margrave Frédéric VI de Bade-Durlach. Après deux heures de combats, la république des Deux Nations remporte sa première grande bataille pendant ce conflit. 

## Avant la bataille
Le 16 mars 1656, le roi suédois Charles X Gustave se trouve dans une situation compliquée après la bataille de Jaroslaw. Il donne l’ordre à son frère, le prince Adolphe-Jean de Palatinat-Deux-Ponts-Cleebourg, de lui envoyer des renforts de Varsovie sous le commandement du margrave Frédéric VI de Bade-Durlach. Le prince suivit l'ordre de son roi et dans la seconde moitié du mois de mars 1656, il envoie un corps suédois composé de 2500 reîtres et dragons depuis Varsovie vers Janowiec. Le margrave devait soulager l'armée du roi de Suède qui se trouvait en difficulté par les Polonais et les Lituaniens dans les méandres de la Vistule et du San. L'itinéraire emprunté était particulièrement difficile pour les Suédois notamment dans la forêt de Kozienice à cause des combats permanents les opposant à des paysans et à des partisans locaux. Lorsque le margrave atteint Janowiec, il reçoit l'ordre du roi Charles X Gustave de retourner à Varsovie. Le roi se rendit compte que le gros de l'armée régulière adverse avait quitté le camp et Stefan Czarniecki et Jerzy Sebastian Lubomirski n'avaient laissé que des troupes locales dans le camp. Pour lui, le corps suédois venu en renfort a parfaitement réussi sa mission de dissuasion et l'armée du roi peut s'en sortir elle-même. 
Respectant les ordres du roi, le margrave commença le retour de sa troupe vers Varsovie en choisissant le chemin le plus court par Kozienice et Warka. Il avait environ 80 kilomètres d'avance sur les forces de Czarniecki et de Lubomirski qui étaient à sa poursuite. Les routes étaient détrempées à cause du dégel, ce qui donnait une chance aux Suédois de s'échapper. Cependant, le margrave commit une erreur stratégique. Un deuxième corps suédois sous le commandement de Ritter avançait depuis Radom en direction de Warka. Au lieu de poursuivre son chemin en direction de Varsovie, le margrave Frédéric VI de Bade-Durlach a attendu le deuxième corps suédois. Celui-ci était lent à cause de ses nombreux chariots de ravitaillement. Vraisemblablement, le commandant suédois à sous-évalué les mises en garde du roi et de son frère sur une possible attaque polonaise. Tandis que la cavalerie polonaise a parcouru la distance de 80 kilomètres, ce qui équivaut à la distance entre Sandomierz et Zwolen, les unités du margrave étaient toujours sur la rivière Pilica. 
Avec l'arrivée de Ritter, les deux groupes ont commencé la traversée de la Pilica grâce un pont à Warka. Les forces suédoises réunies ont traversé la rivière durant toute la nuit en quelques heures. Après le passage des soldats suédois, le pont a été démantelé. Le margrave avec ses principales troupes attendait à côté de Warka que tous les chariots de ravitaillement du corps de Ritter aient franchi la rivière. Pendant ce temps, les forces polonaises de Czarniecki et de Lubomirski ont attaqué et détruit l'arrière-garde du margrave commandée par Törnskjöld. Certains rescapés de l'arrière-garde ont réussi à transmettre au margrave, l’information de l’attaque polonaise et du danger encouru mais celui attendit jusqu'au démantèlement complet du pont qui aura eu lieu le 7 avril au matin. 
Après avoir laissé des points fortifiés près de la rivière et à Winiary, les Suédois sont repartis en direction de Varsovie, formant une colonne de quatre kilomètres de long. Quand l'armée polonaise arriva, la tête de la colonne était à Piaseczno et l'arrière de celle-ci se trouvait à la sortie de Warka. Le gros de l'armée suédoise s'approchait de Czersk. Le margrave Frédéric VI de Bade-Durlach se sentait en sécurité au milieu de sa colonne. Il supposait que le manque de pont et la largeur de la rivière allaient définitivement bloquer la cavalerie polonaise. Pourtant les poursuivants avaient trouvé un gué à proximité pour passer et attaquer les Suédois. 

## Le déroulement de la bataille
Après trois jours de marche depuis leur camp de base, les Polonais ont forcé la rivière à proximité de l'endroit où se trouvaient des reîtres suédois qui gardaient cette partie de la rivière. Ils ont tout d'abord attaqué le point fortifié suédois à Winiary. Après le franchissement de la rivière, les commandants polonais ont décidé de diviser une partie de leurs forces en trois groupes. Les Suédois se trouvent maintenant à environ 6-7 kilomètres de Warka. L'arrière de la colonne se trouve à Piaseczno. Quand Czarniecki, qui commandait le troisième groupe, s'occupait du reste des troupes suédoises se trouvant encore à Warka, le deuxième groupe prit un chemin parallèle à celui de la colonne suédoise pour la surprendre à sa tête. Le premier groupe sous le commandement de Lubomirski (environ 1 500 cavaliers) prit en chasse l'arrière de la colonne afin d'engager le combat tout en attendant le reste de l'armée. Le groupe de Czarniecki attaqua ensuite le point fortifié à côté du pont détruit et le captura. 
Après la capture et la reconstruction du pont, le reste de l'armée a pu atteindre la rive gauche de la Pilica. Cette force était composée de trois régiments. Le régiment royal était commandé par Czarniecki, celui de l’hetman par Machowski et le dernier par Witowski. Pendant ce temps, Lubomirski a rattrapé le régiment de Ritter qui se trouvait à l’arrière de la colonne. Le commandant suédois périt durant ce combat. En voyant arriver les Polonais par l’arrière, le margrave suédois redéploya ses forces. Il ne lui restait que 2 500 hommes. Il a envoyé une partie de ses soldats protéger les chariots de ravitaillement qui prenaient la route de Czersk. Le reste des Suédois s’est reformé à proximité de Piaseczno. Les reîtres et environ 600 dragons ont été envoyés se cacher dans les bois pour retarder l’avance polonaise avec la puissance de feu de leurs mousquets. Étant donné que les troupes suédoises se sont placées dos à la forêt, il était impossible aux Polonais d’effectuer une manœuvre d’encerclement. Pour remporter la bataille, l’armée polonaise devait profiter de la situation compliquée des Suédois. 
La cavalerie de Lubomirski a attaqué les Suédois stationnés à la lisière de la forêt. Deux tentatives de charge ont échoué à cause du feu des mousquets, jusqu’au moment où le reste de l’armée polonaise (3 régiments) avec Czarniecki à sa tête arriva sur le champ de bataille. À ce moment, les Polonais, qui comptaient presque 8 000 cavaliers divisés en 10 régiments de cavalerie et quelques régiments de hussards, avaient un avantage de 3 contre 1 sur l’ennemi. Les commandants polonais qui ont décidé d’attaquer le gros de l’armée suédoise avaient environ 6 000 cavaliers à disposition. Le reste de l’armée formait le groupe de Potocki et s’occupait de la capture du ravitaillement ennemi dans les chariots.  
La troisième charge polonaise a été la plus décisive puisqu’elle a rompu la ligne de défense adverse. Les hussards polonais soutenus par des dragons ont mis en fuite les reîtres suédois en quelques minutes. Les fuyards ont réussi à rejoindre les dragons dans les bois.  
Les troupes suédoises défaites ont essayé de se défendre encore dans la forêt mais les habitants des villages avoisinants ont commencé à mettre le feu aux hautes herbes et aux arbres. La fumée a contraint les Suédois à sortir en rase campagne. Après deux heures, la bataille se terminait et se transformait en massacre. Les dragons suédois qui ont survécu à l'avant de la colonne ont été tués par l'apparition sur le champ de bataille de paysans armés. Un des régiments suédois qui a essayé de se retirer derrière Magierowa Wola, s'est retrouvé devant les hussards de Zamoyski qui lui barraient la route. Ils ont été anéantis. Les Suédois s'enfuyaient par la route de Varsovie vers Chynów et Czersk. Sur la route vers Varsovie, le deuxième groupe polonais commandé par Andrzej Potocki et Jacob Potocki qui a été envoyé le matin de Warka vers Chynów les attendaient pour leur couper le chemin de la retraite vers le nord. Le margrave Frédéric VI de Bade-Durlach fuyait par la route de Czersk. Il a réussi à s'y réfugier avec une compagnie de dragons. Sans infanterie et sans artillerie, les Polonais n'ont pas essayé de le capturer. 
La poursuite des Suédois en fuite continua jusqu'au soir et certaines unités (chorągwia) polonaises ont même réussi à atteindre Ujazdowa, au sud de Varsovie, ce qui a provoqué une panique dans la garnison suédoise. Ces unités polonaises ne sont revenues qu'après quelques jours après avoir traqué les restes des deux corps suédois anéantis. La grande majorité de l'armée était déjà de retour le 8 avril à Warka. Le temps était maintenant important pour les Polonais, puisque les armées de Czarniecki et de Lubomirski devaient retourner le plus rapidement possible aux méandres de la Vistule et du San pour ne pas permettre au roi suédois de s'enfuir avec son armée. Il s'est avéré par la suite, que Charles X Gustave a profité du départ des forces régulières polonaises pour s'exfiltrer de sa position par le San et malgré la présence de troupes lituaniennes stationnées à proximité.

## Après la bataille
Le commandement suédois avec le margrave Frédéric VI de Bade-Durlach se réfugièrent à Czersk. Une partie de l'armée suédoise en fuite réussit à rentrer à Varsovie en empruntant la route la plus courte. Les Suédois ont laissé sur le champ de bataille environ 1 500 morts et blessés et 260 ont été capturés (dont 40 officiers). Les Polonais ont eu des pertes beaucoup moins importantes avec seulement 100 morts et 100 blessés. En revanche, une grande partie des montures polonaises ont été gravement touchées par les tirs des mousquets. 
Grâce à cette victoire, les forces polonaises ont capturé également 20 drapeaux ainsi qu'un chariot suédois avec des pièces de monnaie, de l'argent, de l'or, des robes et d'autres objets de valeur. Les autres chariots des Suédois avaient une autre ressource importante dans un pays ravagé par la guerre, de la nourriture. En tout, l'armée polonaise a capturé plus de 200 chariots. 
La victoire de Warka, en dehors des gains matériels obtenus, avait avant tout une importance morale. Les armées polonaises qui avaient subi des pertes importantes à l'est (comme par exemple lors de la bataille de Batoh) où un grand nombre de vétérans avaient péri, comptaient un grand nombre de jeunes recrues sans expérience militaire. Durant cette guerre, les Polonais obtenaient une majorité de victoires grâce à la cavalerie tandis que les Suédois gagnaient contre l'infanterie. À Warka, les Polonais ont gagné leur première grande bataille contre les Suédois, ce qui permit à l'armée polonaise de retrouver la foi dans leurs capacités militaires. De plus, il s'est avéré que les reîtres suédois, sans soutien de l'infanterie et de l'artillerie n'arrivaient toujours pas au niveau de la cavalerie polonaise.

## Les forces en présence
- Armée de la république des Deux Nations - environ 6000 cavaliers 
  - 5 régiments de cavalerie (Czarniecki) - environ 3 000 cavaliers (environ 600 cavaliers pour un régiment) : 
    - Régiment royal
    - Régiment de l'hetman commandé par Gabriel Michal Woynillowicz
    - Régiment commandé par Stanislas Witowski - 700 cavaliers et 8 étendards
    - Régiment commandé par Andrzej Potocki - 732 cavaliers et 7 étendards
    - Régiment commandé par Jakub Potocki

  - Régiment de Jerzy Sebastian Lubomirski, environ 1000-1190 cavaliers, 8 étendards
  - Dragons de Czarniecki sous le commandement de Christophe Wasowicz - 894 cavaliers
  - 3 unités (chorągwia) de dragons (cavalerie légère) - un total d'environ 300 cavaliers: 
    - Chorągwia de dragons royaux commandé par Jerzy Sebastian Lubomirski
    - Chorągwia de dragons royaux commandé par Alexander Lubomirski
    - Chorągwia de dragons royaux commandé par Jan Sobiepan Zamoyski

  - Milice locale de la voïvodie de Sandomierz - estimée à environ 1000 cavaliers

- Durant la bataille, 4 unités (chorągwia) de hussards ont joué un rôle décisif : 
  - Chorągwia de hussards de la couronne royale commandé par Stefan Czarniecki
  - Chorągwia de hussards royaux de Wladyslaw Myszkowski commandé par Wladyslaw Wilczkowski
  - Chorągwia de hussards royaux de Jerzy Sebastian Lubomirski commandé par Andrzej Sokolnicki
  - Chorągwia de hussards royaux de Jan Zamoyski

- Armée suédoise – environ 3000 soldats : 
  - sous le commandement de Bade-Durlach - environ 2000 soldats
  - sous le commandement de Ritter – environ 1000 soldats

## Dans la littérature
Le récit de la bataille a été évoqué dans l’ouvrage de Henryk Sienkiewicz, Potop (Le Déluge). 